# (21183) 1994 EO2
1994 إي أو 2 (ويعرف أيضًا باسم (21183) 1994 إي أو 2 وفق تسمية الكوكب الصغير) (بالإنجليزية: 1994 EO2)‏ هو كويكب ضمن حزام الكويكبات؛ وترتيبه 21183 من حيث الاكتشاف.
اكتُشف هذا الجُرم الفلكي بواسطة اليانور إف. هيلين في 9 مارس 1994.

## وصلات خارجية
- (21183) 1994 EO2 في قاعدة بيانات مختبر الدفع النفاث لأجرام النظام الشمسي الصغيرة

- الاكتشاف · مخطط المدار ·  العناصر المدارية · المعلمات المادية

- (21183) 1994 EO2 على موقع ويكي سكاي: DSS2, SDSS, GALEX, IRAS, Hydrogen α, X-Ray, Astrophoto, Sky Map, Articles and images